# Tim Mack
Timothy (Tim) Mack (Cleveland, 15 settembre 1972) è un ex astista statunitense.

## Biografia
Campione olimpico ad Atene 2004, lo stesso anno vinse le IAAF World Athletics Final saltando 6.01 metri.
Precedentemente, nel 2001, vinse la medaglia d'oro ai Goodwill Games di Brisbane, con la misura di 5.80 metri. Nel suo palmarès figura anche un oro ai Campionati Indoor Statunitensi del 2002, con 5.70 metri.

## Palmarès
| Anno | Manifestazione  | Sede  | Evento           | Risultato | Prestazione | Note            |
| ---- | --------------- | ----- | ---------------- | --------- | ----------- | --------------- |
| 2004 | Giochi olimpici | Atene | Salto con l'asta | Oro       | 5,95 m      | Record olimpico |
| 2010 | Mondiali indoor | Doha  | Salto con l'asta | 14º       | 5,45 m      |                 |